# 1961-es magyar teniszbajnokság
Az 1961-es magyar teniszbajnokság a hatvankettedik magyar bajnokság volt. A bajnokságot augusztus 13. és 20. között rendezték meg Budapesten, a Dózsa margitszigeti teniszstadionjában.

## Eredmények
| Versenyszám  | Arany                                                   | Arany | Ezüst                                               | Ezüst | Bronz                                                                                              | Bronz |
| ------------ | ------------------------------------------------------- | ----- | --------------------------------------------------- | ----- | -------------------------------------------------------------------------------------------------- | ----- |
| Férfi egyéni | Gulyás István Újpesti Dózsa                             |       | Katona Zoltán Újpesti Dózsa                         |       | Zentai Ferenc Vasas SCLénárt László Újpesti Dózsa                                                  |       |
| Női egyéni   | Körmöczy Zsuzsa Vasas SC                                |       | Bardóczy Klára Bp. Honvéd                           |       | Kunovits Zsuzsa Újpesti DózsaMonori Judith Diósgyőri VTK                                           |       |
| Férfi páros  | Ádám András, Katona Zoltán Újpesti Dózsa                |       | Pálinkás István, Komáromy Ferenc Vasas SC           |       | Lénárt László, Madai Zoltán Újpesti DózsaZentai Ferenc, Babarczy József Vasas SC                   |       |
| Női páros    | Körmöczy Zsuzsa, Pete Vincéné Vasas SC                  |       | Gulyás Istvánné, Jusits Ilona Újpesti Dózsa         |       | Bardóczy Klára, dr. Vajda Paula Bp. Honvéd, Újpesti DózsaLépes Andorné, Hensch Judith Vasas SC     |       |
| Vegyes páros | Gulyás István, Bardóczy Klára Újpesti Dózsa, Bp. Honvéd |       | Vad Dezső, Doba Renáta Bp. Vörös Meteor, Bp. Petőfi |       | Katona Zoltán, Slezák Lászlóné Újpesti DózsaZentai Ferenc, dr. Vajda Paula Vasas SC, Újpesti Dózsa |       |

Megjegyzés: A magyar sport évkönyvében női párosban dr. Vajda Paula (Ú. Dózsa) helyett Vajda [Márta] (Vasas) van.